# Zweden op het Eurovisiesongfestival 1978
Melodifestivalen 1978 was de zeventiende editie van de liedjeswedstrijd die de Zweedse deelnemer voor het Eurovisiesongfestival oplevert. De winnaar werd bepaald door de regionale jury.

## Uitslag
| Nr. | Artiest                                 | Lied                                | Songwriters                                     | Punten | Plaats |
| --- | --------------------------------------- | ----------------------------------- | ----------------------------------------------- | ------ | ------ |
| 1   | Pastellerna                             | Idag är det vår                     | Stig Jonsson, Peter Wanngren                    | 52     | 5de    |
| 2   | Thomas Munch                            | Nåt som gör dej glad                | Thomas Munch, Karin Stigmark, Anders Henriksson | 11     | 9de    |
| 3   | Tomas Ledin                             | Mademoiselle                        | Tomas Ledin                                     | 78     | 4de    |
| 4   | Harlequin                               | Harlequin                           | Johan Langer, Jan Askelind                      | 49     | 7de    |
| 5   | Göran Fristorp                          | Längtan om livet med dig            | Göran Fristorp                                  | 85     | 3de    |
| 6   | Kikki Danielsson & Lasse Holm met Wizex | Miss Decibel                        | Lasse Holm, Gert Lengstrand                     | 103    | 2de    |
| 7   | Kenneth Greuz                           | Åh, evergreens                      | Kenneth Greuz                                   | 50     | 6de    |
| 8   | Pugh Rogefeldt                          | Nattmara                            | Pugh Rogefeldt                                  | 85     | 3de    |
| 9   | Jörgen Edman & Polarna                  | Lilla stjärna                       | Monica Carlsson, Pär Björk                      | 29     | 8ste   |
| 10  | Björn Skifs                             | Det blir alltid värre framåt natten | Peter Himmelstrand                              | 108    | 1ste   |

### Jurering
| Lied                                | Luleå | Falun | Karlstad | Göteborg | Umeå) | Örebro | Norrköping | Malmö | Sundsvall | Växjö | Stockholm | Totaal | Totaal na tie-break |
| ----------------------------------- | ----- | ----- | -------- | -------- | ----- | ------ | ---------- | ----- | --------- | ----- | --------- | ------ | ------------------- |
| Idag är det vår                     | 5     | 4     | 7        | 3        | 6     | 4      | 4          | 5     | 2         | 6     | 6         | 52     | -                   |
| Nåt som gör dej glad                | 1     | 1     | 1        | 1        | 1     | 1      | 1          | 1     | 1         | 1     | 1         | 11     | -                   |
| Mademoiselle                        | 7     | 8     | 10       | 10       | 8     | 5      | 6          | 8     | 10        | 4     | 2         | 78     | -                   |
| Harlequin                           | 6     | 2     | 6        | 5        | 4     | 3      | 5          | 6     | 3         | 5     | 4         | 49     | -                   |
| Längtan om livet med dig            | 4     | 7     | 12       | 7        | 5     | 7      | 8          | 10    | 12        | 8     | 5         | 85     | -                   |
| Miss Decibel                        | 10    | 10    | 4        | 8        | 10    | 12     | 12         | 12    | 5         | 7     | 10        | 100    | 103                 |
| Åh, evergreens                      | 3     | 5     | 3        | 4        | 7     | 6      | 2          | 4     | 6         | 3     | 7         | 50     | -                   |
| Nattmara                            | 12    | 6     | 5        | 6        | 2     | 10     | 10         | 3     | 7         | 12    | 12        | 85     | -                   |
| Lilla stjärna                       | 2     | 3     | 2        | 2        | 3     | 2      | 3          | 2     | 4         | 2     | 3         | 28     | -                   |
| Det blir alltid värre framåt natten | 8     | 12    | 8        | 12       | 12    | 8      | 7          | 7     | 8         | 10    | 8         | 100    | 108                 |

## In Parijs
In Parijs moest Zweden optreden als 20ste en laatste, na Oostenrijk.
Op het einde van de puntentelling was Zweden 14de was geworden met een totaal van 26 punten. 
Men ontving van Nederland en België geen punten.

### Gekregen punten

#### Finale
| 12 punten | 10 punten                       | 8 punten    | 7 punten | 6 punten |
| --------- | ------------------------------- | ----------- | -------- | -------- |
|           | - Noorwegen                     |             |          |          |
| 5 punten  | 4 punten                        | 3 punten    | 2 punten | 1 punt   |
| - Ierland | - Finland - Verenigd Koninkrijk | - Frankrijk |          |          |

### Punten gegeven door Zweden

#### Finale
Punten gegeven in de finale:
| 12 punten | Monaco              |
| 10 punten | Frankrijk           |
| 8 punten  | Ierland             |
| 7 punten  | Duitsland           |
| 6 punten  | Luxemburg           |
| 5 punten  | Oostenrijk          |
| 4 punten  | België              |
| 3 punten  | Verenigd Koninkrijk |
| 2 punten  | Griekenland         |
| 1 punt    | Nederland           |